# El caminant
El caminant, també conegut com El venedor ambulant, és una pintura de Hieronymus Bosch pintada cap a l'any 1500 i conservada al Museu Boijmans Van Beuningen de Rotterdam.
El quadre és similar a d'altres del mateix autor i representa la Paràbola del fill pròdig, que torna a casa després del seu viatge.